# خرطالية قرنفلية
خَرْطَالِيَّة قَرَنْفُلِيَّة نوع زراعي تزييني من الخرطالية يعلو من ١٥ إلى ٣٥ سم. ازهراره عنقودي التجميع. أزهاره مختلفة الألوان مستحبة العرف.